# Meliboeus purpurifrons
Meliboeus purpurifrons es una especie de escarabajo del género Meliboeus, familia Buprestidae. Fue descrita científicamente por Kerremans en 1912.